# Долотій Дем'ян Юрійович
Дем’ян Юрійович Долотій (1 листопада 1877, с. Михайло-Заводське, тепер Апостолівська міська громада, Дніпропетровська область — † 28 лютого 1943, Франція) — поручник Армії УНР.

## Життєпис

Українські ветерани Армії УНР, Візен-Шалетт-сюр-Луан, Франція, 1936 рік.
Сидять (зліва направо): 1. Олександр Свенціцький, 2. Петро Пашин, 3. Юрій Бацуца, 4. Олександр Удовиченко, 5. М. Левицький, 6. Павло Бушило, 7. Дем'ян Долотій, 8. Микола Ковальський.
Стоять (зліва направо): 9. Ілько Шаповал, 10. Михайло Левицький, 11. Михайло Пастушенко, 12. Володимир Говорів, 13. Дмитро Бакум, 14. Володимир Григораш, 15. Яків Тимошенко, 16. Тадей Нетреба, 17. Дмитро Климів, 18. Галаган, 19 або 21. Іван Кислиця, 22. Михайло Сачок, 23. Іван Охмак, 24. Єфрем Балинський, 25. Антін Більський

Народився 1 листопада 1877 року в селі Михайло-Заводське.
Служив у російській імператорській армії, брав участь у російсько-японській війні, де був нагороджений орденами Святого Георгія 3 і 4 ступенів. 
Під час Першої світової війни служив у 74-му піхотному Ставропольському полку 1-ї бригади 19-ї піхотної дивізії 12-го армійського корпусу. Був поранений у квітні 1915 року і лікувався у місті Катеринослав. 28 березня 1917 отримав чин поручника.
Згодом служив у Третій залізній стрілецькій дивізії Армії УНР. У листопаді 1920 року перейшов на західний берег Збруча та був інтернований польською владою. Служив поручником 20-го стрілецького куреня 3-ї Залізної стрілецької дивізії та перебував у таборі інтернованих в місті Каліш. 
Згодом переїхав до Франції, де й проживав до смерті 28 лютого 1943. Похований на цвинтарі у Шалетт-сюр-Луен.